# Giải của Hiệp hội phê bình phim Toronto cho phim hay nhất
Giải của Hiệp hội phê bình phim Toronto cho phim hay nhất là một trong các giải thưởng hàng năm của Hiệp hội phê bình phim Toronto (Toronto Film Critics Association), dành cho phim được bầu chnọ là hay nhất.

## Các phim đoạt giải

### Thập niên 1990
| Năm  | Phim                | Đạo diễn             |
| ---- | ------------------- | -------------------- |
| 1997 | The Sweet Hereafter | Atom Egoyan          |
| 1998 | Saving Private Ryan | Steven Spielberg     |
| 1999 | Magnolia            | Paul Thomas Anderson |

### Thập niên 2000
| Năm  | Phim                                             | Đạo diễn           |
| ---- | ------------------------------------------------ | ------------------ |
| 2000 | Crouching Tiger, Hidden Dragon (Wo hu cang long) | Ang Lee            |
| 2001 | Memento                                          | Christopher Nolan  |
| 2002 | Adaptation.                                      | Spike Jonze        |
| 2003 | Lost in Translation                              | Sofia Coppola      |
| 2004 | Sideways                                         | Alexander Payne    |
| 2005 | A History of Violence                            | David Cronenberg   |
| 2006 | The Queen                                        | Stephen Frears     |
| 2006 | The Departed                                     | Martin Scorsese    |
| 2006 | United 93                                        | Paul Greengrass    |
| 2007 | No Country for Old Men                           | Ethan và Joel Coen |
| 2007 | Eastern Promises                                 | David Cronenberg   |
| 2007 | Zodiac                                           | David Fincher      |
| 2008 | Wendy and Lucy                                   | Kelly Reichardt    |
| 2008 | Rachel Getting Married                           | Jonathan Demme     |
| 2008 | WALL-E                                           | Andrew Stanton     |